# Nada (roman de Manchette)
Pour les articles homonymes, voir Nada.
Nada est un roman noir de Jean-Patrick Manchette publié dans la Série noire en 1972.

## Intrigue
Un groupe d'anarchistes décide d’enlever l’ambassadeur américain alors qu’il se rend dans un bordel de luxe parisien. Le soir de l’enlèvement, tout se complique. Des agents américains surveillent l’ambassadeur et interviennent. De plus, un truand lié aux services secrets français filme les événements. Le commissaire Goémond est chargé de l’enquête (recevant des instructions implicites sur la façon de procéder), localise le groupe et fait donner l’assaut…
À travers les débats et les déchirements entre deux amis, l'un décidant de participer à l'enlèvement et l'autre jugeant la décision erronée, est posée de façon romanesque la question de l'action révolutionnaire violente en société capitaliste.

## Citations
Ces phrases, prononcée par le personnage (anarchiste) Buenaventura Diaz : 
« Le terrorisme gauchiste et le terrorisme étatique, quoique leurs mobiles soient incomparables, sont les deux mâchoires du même piège à cons»

et aussi la réflexion suivante : 
« Le desperado est une marchandise, une valeur d’échange, un modèle de comportement comme le flic ou la sainte. [...] C’est le piège qui est tendu aux révoltés, et je suis tombé dedans ».

## Inspiration
Dans le chapitre 19 de Nada, Manchette fait explicitement référence aux enlèvements réalisés par les Tupamaros :
Selon l'éditorialiste de France-Soir, les terroristes du groupe Nada prenaient exemple sur les Tupamaros en réclamant la publication de leur manifeste.

## Éditions
- Première édition
  - 1972 : Gallimard, coll. « Série noire », no 1538
- Rééditions
  - 1973 : Gallimard, coll. « Carré noir », no 152
  - 1999 : Gallimard, coll. « Folio policier », no 112
  - 2005 : Gallimard, coll. « Quarto », dans le volume Jean-Patrick Manchette, Romans noirs
- Traductions
  - 2002 : en allemand, édité chez Distel Literaturverlag Gm
  - 2009 : en espagnol, édité chez RBA dans la série « negra »

## Adaptations
- Cinéma
  - Le roman est adapté au cinéma par Claude Chabrol en 1974 sous le même titre, avec Michel Aumont dans le rôle de Goémond.
- Bande dessinée
  - Nada, scénario de Doug Headline, dessin de Max Cabanes, Dupuis coll. « Aire libre », 2018